# Niko Kata
Senga Nicolás Kata Martínez (Barcelona, España, 15 de enero de 1993), conocido como Niko Kata, es un futbolista hispano-ecuatoguineano que juega como centrocampista para la Formentera de la Tercera Federación y para la selección de Guinea Ecuatorial.

## Trayectoria
De padre congoleño y madre ecuatoguineana, Kata se formó como delantero en los clubes catalanes del Unión Deportiva Unificación Bellvitge y L'Hospitalet.
Tras adaptar su situación en el terreno de juego a centrocampista, en las temporadas 2012-2013 y 2013-14, jugaría en el Club Dinàmic Batlló y el UE Viladecans del fútbol regional de Cataluña.
En las siguientes temporadas formaría parte de los equipos catalanes de la  Tercera División RFEF como el F. C. Santboià y C. F. Gavà.
En la temporada 2016-17, debutaría en la Segunda División B de España con el C. F. Gavà, tras lograr el ascenso la temporada anterior.
En verano 2017, se compromete con el Atlético Saguntino de la Segunda División B de España y más tarde jugaría en diversos equipos de la categoría de bronce como Extremadura U. D., U. D. San Sebastián de los Reyes, Valencia C. F. Mestalla y Real Unión.
El 22 de enero de 2020, se compromete con el Delfín S. C. de la Primera División de Ecuador.
El 28 de octubre de 2020, regresa a Cataluña para jugar en el C. F. Montañesa de la Tercera División de España.
El 11 de enero de 2021, firma por el Real Estelí FC de la Primera División de Nicaragua.
En la temporada 2021-22, se compromete con el Futuro Kings F. C. de la Primera División de Guinea Ecuatorial.
El 17 de agosto de 2022, firma por el Club Portugalete de la Tercera División RFEF.

## Selección nacional
Ha sido citado por la selección ecuatoguineana absoluta por primera vez a fines de septiembre de 2016. Debutó el 11 de octubre de ese año en un amistoso contra el Líbano, que concluyó en empate (1:1).